# Richmond Park (Dublín)
El Richmond Park es un estadio de fútbol situado en Inchicore un suburbio de la ciudad de Dublín en la República de Irlanda. El estadio es propiedad del St. Patrick's Athletic, club que actúa en la Liga irlandesa de fútbol.
El lugar en donde se encuentra actualmente el estadio sirvió anteriormente como un área recreativa del ejército británico, estacionado en el cercano Richmond Barracks, de ahí el nombre de Richmond Park. Después de la creación del Estado Libre de Irlanda en 1922, y la consiguiente retirada de las tropas británicas, el campo permaneció vacío durante tres años. Desde 1925 a 1930 el Brideville Football Club utilizó el estadio para disputar el naciente campeonato de fútbol de Irlanda. El nuevo dueño del estadio desde 1930 el St. Patrick's Athletic utiliza el recinto como campo de entrenamiento hasta 1951 cuando se unió a la liga de Irlanda. En un comienzo la liga consideró inadecuado el campo de juego por lo que el club se ve obligado a utilizar otros campos en Dublín mientras lucha por renovar el Richmond Park. En 1960, después de variados trabajos de renovación el estadio es aprobado para juegos del St. Patrick's en la liga.

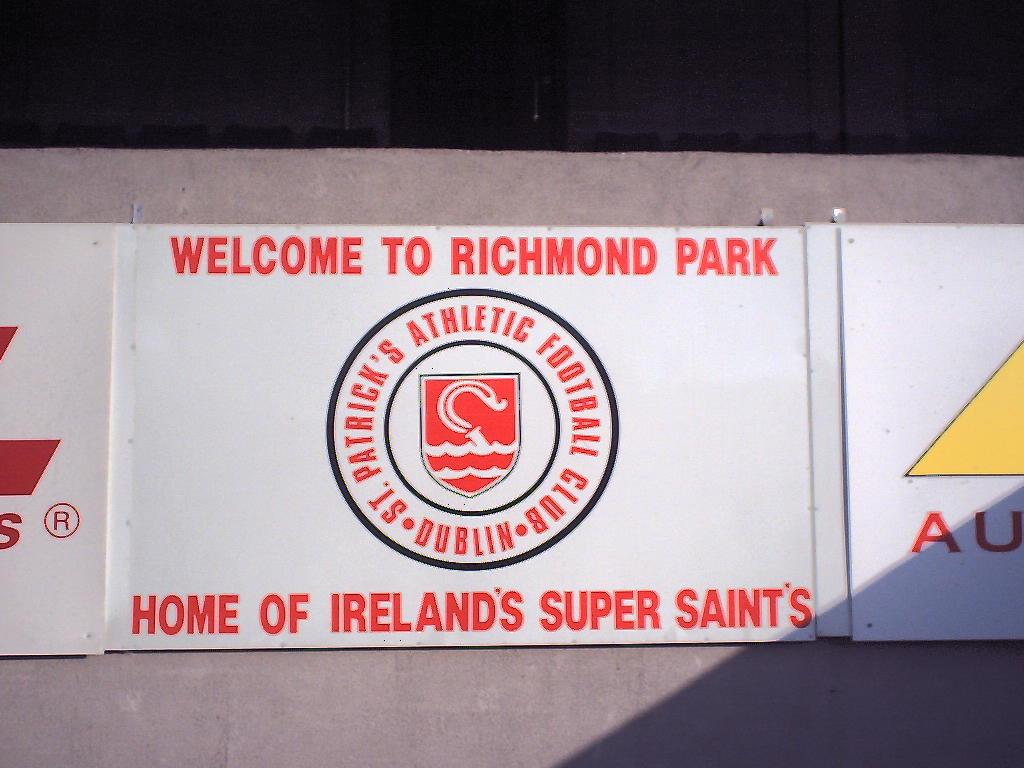
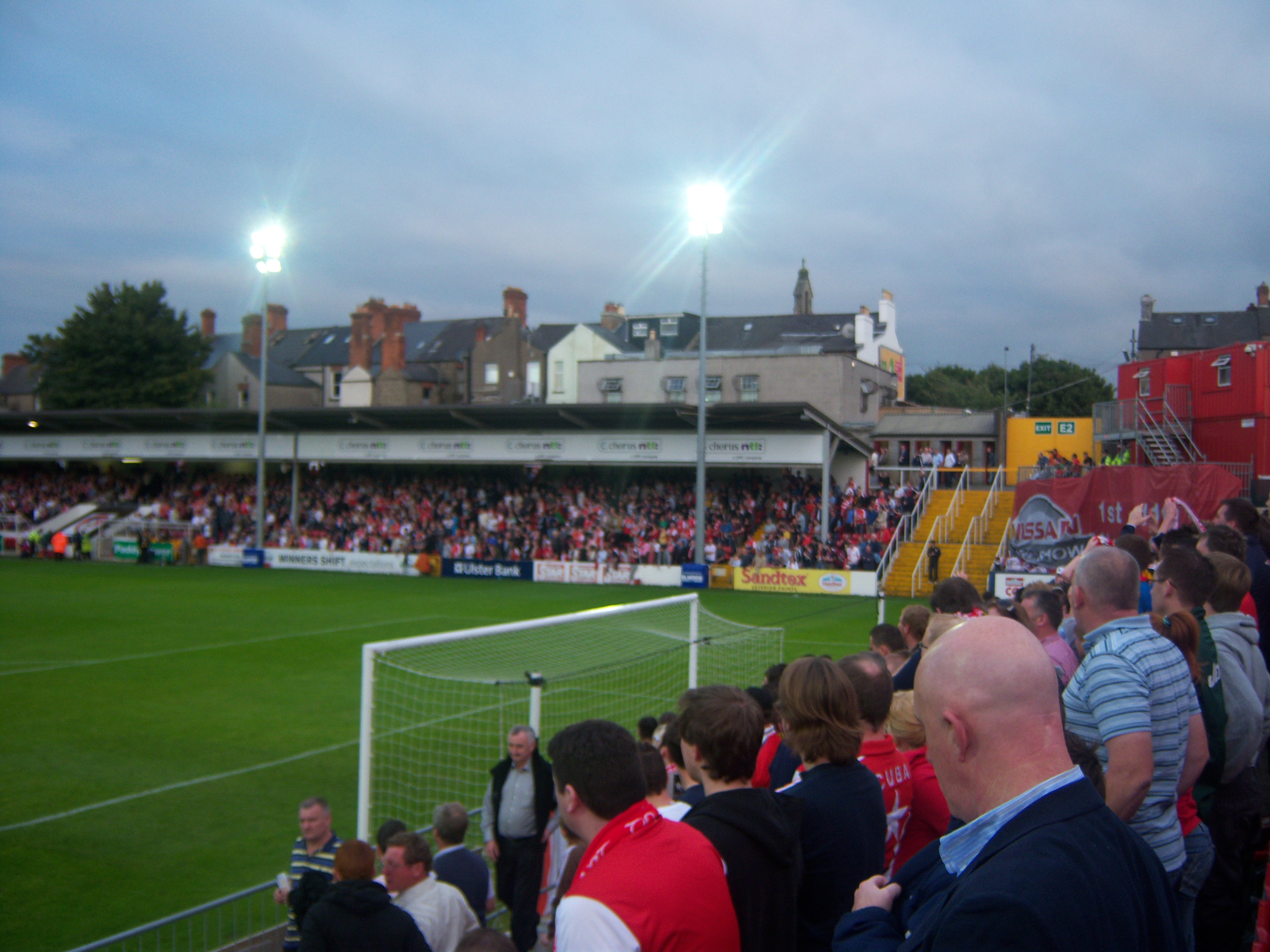